# Velika nagrada Modene 1961
Velika nagrada Modene 1961 je bila osemnajsta neprvenstvena dirka Formule 1 v sezoni 1961. Odvijala se je 3. septembra 1961 na dirkališču Autodromo di Modena. 

## Rezultati

### Kvalifikacije
Odebeljeni dirkači so se uvrstili na dirko.
| Poz | Št | Dirkač                  | Konstruktor          | Čas    | Zaostanek |
| --- | -- | ----------------------- | -------------------- | ------ | --------- |
| 1   | 26 | Stirling Moss           | Lotus-Climax         | 0:58,6 | -         |
| 2   | 10 | Jo Bonnier              | Porsche              | 0:59,0 | + 0,4     |
| 3   | 12 | Dan Gurney              | Porsche              | 0:59,0 | + 0,4     |
| 4   | 62 | Graham Hill             | BRM-Climax           | 0:59,3 | + 0,7     |
| 5   | 46 | Roy Salvadori           | Cooper-Climax        | 0:59,4 | + 0,8     |
| 6   | 14 | Jim Clark               | Lotus-Climax         | 0:59,6 | + 1,0     |
| 7   | 32 | Masten Gregory          | Lotus-Climax         | 0:59,7 | + 1,1     |
| 8   | 4  | Lorenzo Bandini         | Cooper-Maserati      | 0:59,8 | + 1,2     |
| 9   | 44 | John Surtees            | Cooper-Climax        | 0:59,8 | + 1,2     |
| 10  | 36 | Jack Brabham            | Cooper-Climax        | 0:59,8 | + 1,2     |
| 11  | 64 | Tony Brooks             | BRM-Climax           | 1:00,0 | + 1,4     |
| 12  | 30 | Henry Taylor            | Lotus-Climax         | 1:00,1 | + 1,5     |
| 13  | 16 | Innes Ireland           | Lotus-Climax         | 1:00,2 | + 1,6     |
| 14  | 42 | Roberto Bussinello      | De Tomaso-Alfa Romeo | 1:00,4 | + 1,8     |
| 15  | 24 | Wolfgang Seidel         | Lotus-Climax         | 1:00,4 | + 1,8     |
| 16  | 50 | Maurice Trintignant     | Cooper-Maserati      | 1:00,6 | + 2,0     |
| 17  | 66 | Mauro Bianchi           | Emeryson-Maserati    | 1:01,2 | + 2,6     |
| 18  | 34 | Carel Godin de Beaufort | Porsche              | 1:01,2 | + 2,6     |
| 19  | 18 | Giorgio Scarlatti       | Lotus-Maserati       | 1:01,6 | + 3,0     |
| 20  | 48 | Tim Parnell             | Lotus-Climax         | 1:01,7 | + 3,1     |
| 21  | 52 | Nino Vaccarella         | De Tomaso-Alfa Romeo | 1:02,0 | + 3,4     |
| 22  | 28 | Menato Boffa            | Cooper-Climax        | 1:02,1 | + 3,5     |
| 23  | 56 | Roberto Lippi           | De Tomaso-O.S.C.A.   | 1:02,9 | + 4,3     |
| 24  | 18 | Gaetano Starrabba       | Lotus-Maserati       | 1:03,0 | + 4,4     |
| 25  | 20 | Renato Pirocchi         | Cooper-Climax        | 1:03,3 | + 4,7     |
| 26  | 22 | Gastone Zanarotti       | De Tomaso-O.S.C.A.   | 1:03,3 | + 4,7     |
| 27  | 8  | Jackie Lewis            | Cooper-Climax        | 1:05,8 | + 7,2     |
| 28  | 60 | »Wal Ever«              | Cooper-O.S.C.A.      | 1:06,4 | + 7,8     |

### Dirka
| Poz | Št | Dirkač                  | Moštvo                     | Konstruktor          | Krogi | Čas/Odstop              | Št. m. |
| --- | -- | ----------------------- | -------------------------- | -------------------- | ----- | ----------------------- | ------ |
| 1   | 26 | Stirling Moss           | Rob Walker Racing Team     | Lotus-Climax         | 100   | 1.40:08,1               | 1      |
| 2   | 10 | Jo Bonnier              | Porsche System Engineering | Porsche              | 100   | + 7,0 s                 | 2      |
| 3   | 12 | Dan Gurney              | Porsche System Engineering | Porsche              | 100   | + 7,3 s                 | 3      |
| 4   | 14 | Jim Clark               | Team Lotus                 | Lotus-Climax         | 99    | +1 krog                 | 6      |
| 5   | 36 | Jack Brabham            | Jack Brabham               | Cooper-Climax        | 99    | +1 krog                 | 10     |
| 6   | 64 | Tony Brooks             | Owen Racing Organisation   | BRM-Climax           | 99    | +1 krog                 | 11     |
| 7   | 62 | Graham Hill             | Owen Racing Organisation   | BRM-Climax           | 99    | +1 krog                 | 4      |
| Ods | 4  | Lorenzo Bandini         | Scuderia Centro Sud        | Cooper-Maserati      | 92    | Motor                   | 8      |
| Ods | 42 | Roberto Bussinello      | Isobele de Tomaso          | De Tomaso-Alfa Romeo | 75    | Pritisk olja            | 13     |
| Ods | 46 | Roy Salvadori           | Yeoman Credit Racing Team  | Cooper-Climax        | 74    | Motor                   | 5      |
| NC  | 32 | Masten Gregory          | UDT Laystall Racing Team   | Lotus-Climax         | 71    |                         | 7      |
| Ods | 30 | Henry Taylor            | UDT Laystall Racing Team   | Lotus-Climax         | 42    | Cilinder                | 12     |
| Ods | 44 | John Surtees            | Yeoman Credit Racing Team  | Cooper-Climax        | 25    | Motor                   | 9      |
| Ods | 18 | Giorgio Scarlatti       | Gaetano Starrabba          | Lotus-Maserati       | 4     | Motor                   | 14     |
| DNQ | 16 | Innes Ireland           | Team Lotus                 | Lotus-Climax         |       |                         | -      |
| DNQ | 24 | Wolfgang Seidel         | Scuderia Colonia           | Lotus-Climax         |       |                         | -      |
| DNQ | 50 | Maurice Trintignant     | Scuderia Serenissima       | Cooper-Maserati      |       |                         | -      |
| DNQ | 66 | Mauro Bianchi           | Equipe Nationale Belge     | Emeryson-Maserati    |       |                         | -      |
| DNQ | 34 | Carel Godin de Beaufort | Ecurie Maarsbergen         | Porsche              |       |                         | -      |
| DNQ | 48 | Tim Parnell             | Tim Parnell                | Lotus-Climax         |       |                         | -      |
| DNQ | 52 | Nino Vaccarella         | Scuderia Serenissima       | De Tomaso-Alfa Romeo |       |                         | -      |
| DNQ | 28 | Menato Boffa            | Menato Boffa               | Cooper-Climax        |       |                         | -      |
| DNQ | 56 | Roberto Lippi           | Scuderia Settecolli        | De Tomaso-O.S.C.A    |       |                         | -      |
| DNQ | 18 | Gaetano Starrabba       | Gaetano Starrabba          | Lotus-Maserati       |       |                         | -      |
| DNQ | 20 | Renato Pirocchi         | Pescara Racing Club        | Cooper-Climax        |       |                         | -      |
| DNQ | 22 | Gastone Zanarotti       | Isobele de Tomaso          | De Tomaso-O.S.C.A    |       |                         | -      |
| DNQ | 8  | Jackie Lewis            | H & L Motors               | Cooper-Climax        |       |                         | -      |
| DNQ | 60 | »Wal Ever«              | "Wal Ever"                 | Cooper-O.S.C.A.      |       |                         | -      |
| WD  | 2  | André Pilette           | Equipe Nationale Belge     | Emeryson-Maserati    |       |                         | -      |
| WD  | 38 | John Campbell-Jones     | John Campbell-Jones        | Cooper-Climax        |       | Poškodba                | -      |
| WD  | 40 | Ian Burgess             | Camoradi International     | Lotus-Climax         |       | Nepripravljen dirkalnik | -      |
| WD  | 54 | Brian Naylor            | JBW Cars                   | JBW-Climax           |       |                         | -      |
| WD  | 58 | Ernesto Prinoth         | Scuderia Dolomiti          | Lotus-Climax         |       | Nepripravljen dirkalnik | -      |